# Georgia Anne Muldrow
Georgia Anne Muldrow (Los Angeles, 1983) é uma musicista norte-americana.